# Фурглер, Курт
Курт Фурглер (нем. Kurt Furgler; 24 июня 1924, Санкт-Галлен — 23 июля 2008, там же) — швейцарский политик, президент.

## Биография
Курт Фурглер изучал юриспруденцию в университетах Фрибура, Женевы и Цюриха. Получил докторскую степень в области международного права. С 1950 по 1971 год работал адвокатом. Одновременно с 1954 по 1971 год был членом Национального совета Швейцарии, а с 1957 по 1960 — членом Большого совета кантона Санкт-Галлен.
В 1964 году он был председателем Парламентской комиссии по расследованию скандала с закупкой французских истребителей «Мираж» для ВВС Швейцарии.
8 декабря 1971 года Фурглер избран в Федеральный совет (правительство) Швейцарии.
- 8 декабря 1971 — 31 декабря 1986 — член Федерального совета Швейцарии.
- 1 января 1972 — 31 декабря 1982 — начальник департамента (министр) юстиции и полиции.
- 1 января 1983 — 31 декабря 1986 — начальник департамента экономики.
- 1976, 1980, 1984 — вице-президент Швейцарии.
- 1977, 1981, 1985 — президент Швейцарии.

За вклад в объединение Европы Курт Фурглер в 1989 году был удостоен Премии Робера Шумана.
Умер 23 июля 2008 года в возрасте 84 лет от сердечной недостаточности.